# Купер, Бретт
Бретт Ку́пер (англ. Brett Cooper; 2 июля 1987, Лос-Анджелес) — американский боец смешанного стиля средней весовой категории, выступающий на профессиональном уровне с 2005 года. Участвовал в турнирах многих известных организаций, таких как Shooto, IFL, Jungle Fight, Affliction, Bellator, KSW. Был претендентом на титул чемпиона Bellator в среднем весе.

## Биография
Бретт Купер родился 2 июля 1987 года в Лос-Анджелесе, однако впоследствии переехал в Лонг-Бич, где проживает по сей день. В боях по смешанным правилам дебютировал уже в возрасте семнадцати лет, своего первого соперника победил техническим нокаутом в первом же раунде. Тем не менее, начало его бойцовской карьеры складывалось не очень удачно, в третьем поединке был нокаутирован опытным Эдом Рэтклиффом, а затем потерпел ещё два поражения подряд от менее известных бойцов.
Несмотря на обидные проигрыши, продолжил выходить в клетку и к 2008 году имел рекорд из восьми побед и четырёх поражений, а в 2009 году выступил в престижной американской организации Affliction, где тоже стал победителем. В 2010 году заключил контракт с промоушеном Bellator, принял участие во втором сезоне гран-при полусредней весовой категории, но в четвертьфинале раздельным решением судей проиграл соотечественнику Стиву Карлу.
В последующие годы провёл множество обычных рейтинговых боёв в Bellator, в том числе взял верх над Китом Берри, Джо Доэрксеном, Джаредом Хессом, но единогласным судейским решением проиграл Александру Шлеменко. Благодаря череде удачных выступлений удостоился права принять участие в восьмом сезоне гран-при среднего веса — в четвертьфинале и полуфинале последовательно разобрался с Норманом Парези и Дэном Крамером соответственно, однако в финале проиграл Дагу Маршаллу. Несмотря на проигрыш гран-при, получил возможность оспорить титул чемпиона, который на тот момент принадлежал Александру Шлеменко. Состоявшийся между ними матч-реванш завершился с тем же результатом, единогласным решением судей, и пояс таким образом остался у россиянина.
Купер продолжил выступать в турнирах Bellator, был участником десятого сезона гран-при средневесов: в полуфинале нокаутировал Кендалла Гроува, но затем в решающем бою потерпел поражение от Брэндона Холси, сдался в результате рычага локтя. В рамках польского промоушена KSW встречался с российско-польским бойцом Мамедом Халидовым, проиграл ему единогласным судейским решением.
Женат, есть дочь.

## Статистика в профессиональном ММА
| Результат | Рекорд | Соперник            | Способ                                | Турнир                        | Дата             | Раунд | Время | Место                    | Примечание |
| --------- | ------ | ------------------- | ------------------------------------- | ----------------------------- | ---------------- | ----- | ----- | ------------------------ | ---------- |
| Победа    | 25-13  | Андре Сантос        | Нокаут (удары)                        | ACB 82                        | 9 марта 2018     | 1     | 1:42  | Сан-Паулу, Бразилия      |            |
| Победа    | 24-13  | Шараф Давлатмуродов | Технический нокаут (удары)            | ACB 76                        | 9 декабря 2017   | 2     | 3:29  | Квинсленд, Австралия     |            |
| Поражение | 23-13  | Мухамед Берхамов    | Нокаут (удары)                        | ACB 67                        | 19 августа 2017  | 2     | 0:32  | Грозный, Россия          |            |
| Победа    | 23-12  | Асламбек Саидов     | Технический нокаут (удары)            | ACB 50                        | 18 декабря 2016  | 3     | 0:27  | Санкт-Петербург, Россия  |            |
| Победа    | 22-12  | Беслан Исаев        | Единогласное решение                  | ACB 43                        | 20 августа 2016  | 3     | 5:00  | Пенза, Россия            |            |
| Поражение | 21-12  | Майкел Фалкан       | Нокаут (удар рукой)                   | KSW 32                        | 31 октября 2015  | 1     | 0:59  | Лондон, Англия           |            |
| Победа    | 21-11  | Джесси Гласс        | Технический нокаут (удары руками)     | Gladiator Challenge           | 20 июня 2015     | 1     | 2:11  | Сан-Джасинто, США        |            |
| Поражение | 20-11  | Мамед Халидов       | Решение судей (единогласное)          | KSW 29                        | 6 декабря 2014   | 3     | 5:00  | Краков, Польша           |            |
| Поражение | 20-10  | Брэндон Холси       | Рычаг локтя                           | Bellator 122 (финал)          | 25 июля 2014     | 1     | 2:09  | Темекьюла, США           |            |
| Победа    | 20-9   | Кендалл Гроув       | Нокаут (удары руками)                 | Bellator 114 (полуфинал)      | 28 марта 2014    | 2     | 3:33  | Вест-Вэлли-Сити, США     |            |
| Поражение | 19-9   | Александр Шлеменко  | Решение судей (единогласное)          | Bellator 98 (чемпионский бой) | 7 сентября 2013  | 5     | 5:00  | Монтвилл, США            |            |
| Поражение | 19-8   | Даг Маршалл         | Нокаут (удары руками)                 | Bellator 95 (финал)           | 4 апреля 2013    | 1     | 3:39  | Атлантик-Сити, США       |            |
| Победа    | 19-7   | Дэн Крамер          | Технический нокаут (удары руками)     | Bellator 92 (полуфинал)       | 7 марта 2013     | 3     | 3:19  | Темекьюла, США           |            |
| Победа    | 18-7   | Норман Парези       | Решение судей (единогласное)          | Bellator 89 (четвертьфинал)   | 14 февраля 2013  | 3     | 5:00  | Шарлотт, США             |            |
| Победа    | 17-7   | Деррил Кобб         | Решение судей (единогласное)          | Bellator 80                   | 9 ноября 2012    | 3     | 5:00  | Холливуд, США            |            |
| Победа    | 16-7   | Джаред Хесс         | Решение судей (единогласное)          | Bellator 58                   | 19 ноября 2011   | 3     | 5:00  | Холливуд, США            |            |
| Победа    | 15-7   | Джо Доэрксен        | Технический нокаут (удары руками)     | SFS 2. Doerksen vs. Cooper    | 14 октября 2011  | 1     | 3:55  | Гамильтон, Канада        |            |
| Победа    | 14-7   | Валдир Арауйо       | Технический нокаут (удары руками)     | Bellator 50                   | 17 сентября 2011 | 3     | 0:35  | Холливуд, США            |            |
| Поражение | 13-7   | Александр Шлеменко  | Решение судей (единогласное)          | Bellator 44                   | 14 мая 2011      | 3     | 5:00  | Атлантик-Сити, США       |            |
| Победа    | 13-6   | Кит Берри           | Нокаут (удары руками)                 | Lords of the Cage             | 19 ноября 2010   | 1     | 0:10  | Темекьюла, США           |            |
| Победа    | 12-6   | Мэтт Мэйджор        | Технический нокаут (удары руками)     | Bellator 29                   | 16 сентября 2010 | 2     | 1:27  | Милуоки, США             |            |
| Поражение | 11-6   | Стив Карл           | Решение судей (раздельное)            | Bellator 15 (четвертьфинал)   | 22 апреля 2010   | 3     | 5:00  | Монтвилл, США            |            |
| Победа    | 11-5   | Сержиу Мораис       | Нокаут (удар рукой)                   | Jungle Fight 16               | 17 октября 2009  | 2     | 5:00  | Рио-де-Жанейро, Бразилия |            |
| Поражение | 10-5   | Ваачиим Спиритвульф | Технический нокаут (удары руками)     | FFI. Ultimate Chaos           | 27 июня 2009     | 1     | 3:41  | Билокси, США             |            |
| Победа    | 10-4   | Джо Кронин          | Технический нокаут (остановка врачом) | Call to Arms 1                | 16 мая 2009      | 1     | 3:41  | Онтэрио, США             |            |
| Победа    | 9-4    | Патрик Спайт        | Технический нокаут (удары руками)     | Affliction: Day of Reckoning  | 24 января 2009   | 2     | 4:10  | Анахайм, США             |            |
| Победа    | 8-4    | Дасти Арден         | Нокаут (удары руками)                 | PureCombat 4. Bombs Away      | 6 мая 2008       | 2     | 0:39  | Висейлия, США            |            |
| Победа    | 7-4    | Рори Мархем         | Технический нокаут (удары руками)     | IFL. World Grand Prix Finals  | 29 декабря 2007  | 2     | 1:15  | Монтвилл, США            |            |
| Победа    | 6-4    | Джейсон вон Фло     | Технический нокаут (удары руками)     | PureCombat 1. From the Ashes  | 1 декабря 2007   | 1     | 0:00  | Висейлия, США            |            |
| Победа    | 5-4    | Винс Гусман         | Удушение «анакондой»                  | The Arrival: This is Shooto   | 18 августа 2007  | 1     | 1:58  | Ирвайн, США              |            |
| Поражение | 4-4    | Тоби Грир           | Решение судей                         | Total Fighting Alliance 6     | 28 апреля 2007   | 3     | 5:00  | Санта-Моника, США        |            |
| Победа    | 4-3    | Джесси Ромеро       | Удушение «гильотиной»                 | TFA 5. Conflict on the Coast  | 24 февраля 2007  | 2     | 2:09  | Санта-Моника, США        |            |
| Победа    | 3-3    | Конор Хон           | Решение судей (раздельное)            | TFA 4. Fight Night            | 3 ноября 2006    | 3     | 5:00  | Карсон, США              |            |
| Поражение | 2-3    | Джесси Ромеро       | Удушение сзади                        | UAGF. Kaos on the Kampus      | 20 мая 2006      | 2     | 3:52  | Лос-Анджелес, США        |            |
| Поражение | 2-2    | Брайан Джоплин      | Решение судей (единогласное)          | California Xtreme Fighting 1  | 29 апреля 2006   | 3     | 5:00  | Апленд, США              |            |
| Поражение | 2-1    | Эд Рэтклифф         | Нокаут (удар ногой)                   | Total Combat 12               | 17 декабря 2005  | 2     | 0:52  | Тихуана, Мексика         |            |
| Победа    | 2-0    | Джесси Ромеро       | Решение судей (единогласное)          | WFC. Rumble at the Ramada     | 8 декабря 2005   | 3     | 5:00  | Норуолк, США             |            |
| Победа    | 1-0    | Коди Калкин         | Технический нокаут (удары руками)     | Total Combat 10               | 25 октября 2005  | 3     | 5:00  | Сан-Диего, США           |            |